# Daniel Gran
Daniel Gran (22. maj 1694 i Wien – 16. april 1757 i Sankt Pölten) var en østrigsk barokmaler.
Hans malerier udsmykker flere offentlige bygninger i hans fødeby. Han var allerede anerkendt på sin egen tid, men i dag kendes hans værker ikke uden for Østrig og Tyskland.